# 唐露曉
唐露曉（英語：Peter Donohue，1910年9月3日—1976年11月25日），英国殖民地教育官員，1961年4月至1964年2月出任香港教育司兼立法局官守議員。
唐露曉在1949年由千里達轉調香港教育司署供職，最初在英皇佐治五世學校任數學科高級教师，翌年出任該校校长，復於1952年任高級教育官、1955年任助理教育司、以及在1959年任副教育司。在教育司任內，他致力於擴充中小學教育，並參與籌設香港中文大學，以及支持成人教育和特殊教育的發展。此外，他還把中文中學的學制由六年制縮短為五年制，使之與英文中學的學制看齊。
然而，他任內繼續推行實用中學計劃和在1962年推出重整中小學學制的「唐露曉計劃」，引起了輿論很大的反響。其中，「唐露曉計劃」有關推遲小學入學年齡、縮短小學學制和設立特別中學課程的建議，更遭到1963年港府《馬殊及森遜報告書》、1965年《工作委員會報告書》和同年的《教育政策白皮書》直接批評。實用中學最終在1964年被叫停，而透過「唐露曉計劃」落實的措施要到1968年才被全數撤回。年僅52歲的唐露曉在1964年2月因健康理由退休返英，卸下在任只有兩年零八個月的教育司一職，並由原肯亞教育部常務次官簡乃傑空降接替。1976年11月25日病逝於曼島首府道格拉斯，終年66歲。

## 生平

### 早年生涯

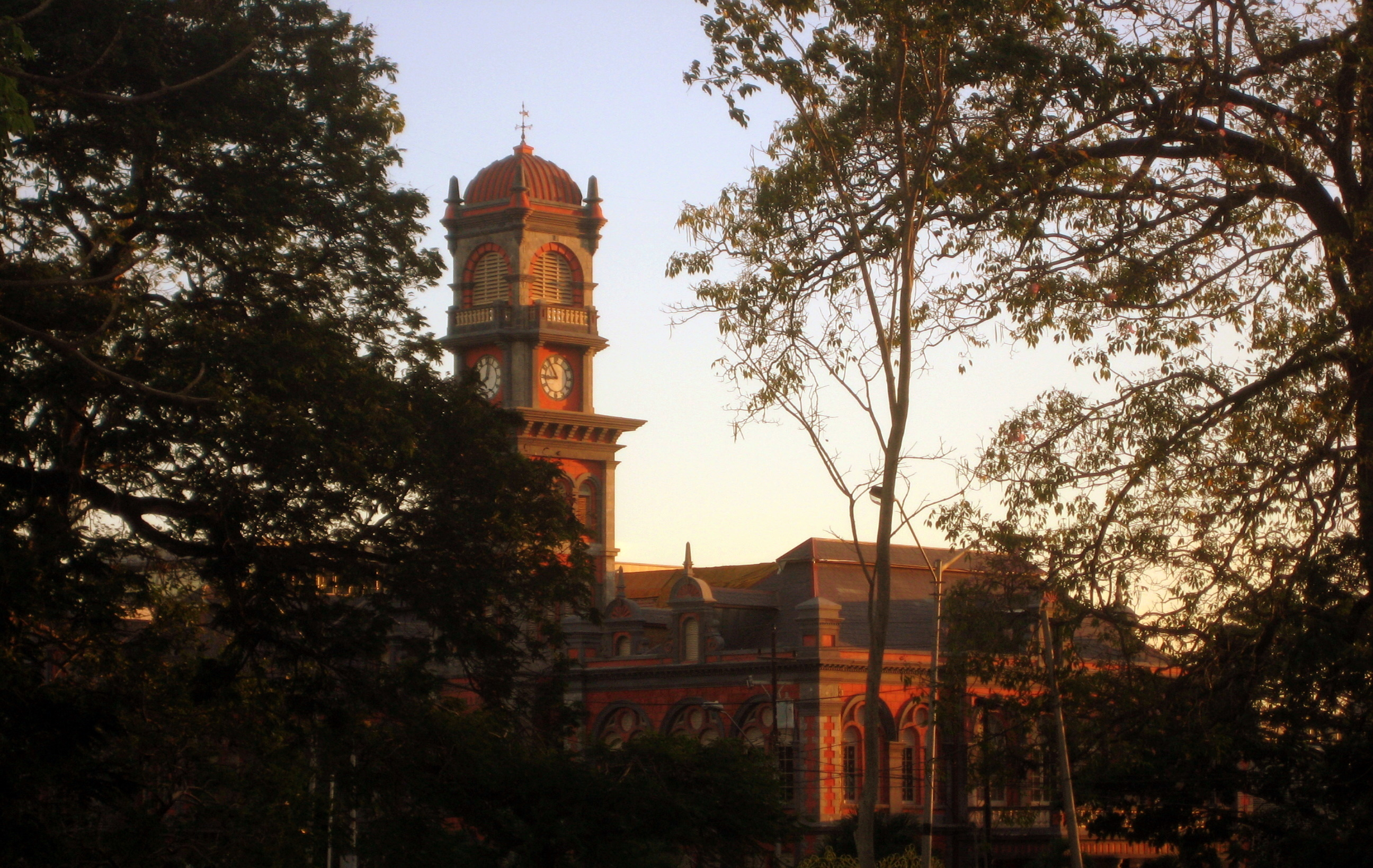
唐露曉早年任教於千里達女皇皇家書院

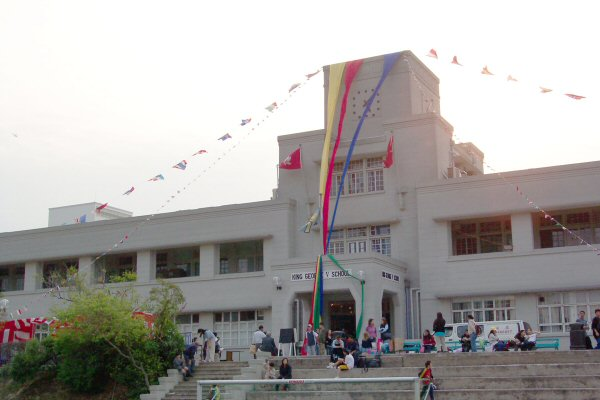
唐露曉在1949年至1951年於香港的英皇佐治五世學校先後擔任數學科高級教師和校長

唐露曉在1910年9月3日生於英國南約克郡唐卡斯特一個尋常家庭，早年受教於梅克斯伯勒中學（Mexborough Secondary School，梅克斯伯勒文法學校前身），隨後升讀倫敦大學英皇學院主修普通理科，在學時憑藉出眾的成績，於1936年榮獲理學士一級榮譽學位畢業。大學畢業後，有志成為教師的他選擇轉到倫敦大學教育研究所深造，並考取得教育文憑。
在1937年，唐露曉投身英屬西印度群島的千里達殖民地政府，在當地歷史最悠久的中學女皇皇家書院（Queen's Royal College）擔任教師。第二次世界大戰在1939年爆發後，他在1941年投身皇家空軍，以空軍中尉（Flying Officer）身份參與戰事，到二戰結束後的1946年才從空軍退伍，並重返女皇皇家書院任教。

### 香港教育生涯
在1949年5月，唐露曉轉調到英國位於遠東的殖民地香港，在當時仍屬於官立學校、位於九龍的英皇佐治五世學校（1979年起成為英基學校協會旗下的政府補助學校）任職高級教師，教授數學科。唐露曉在1950年陞任該校校長一職，但旋於翌年因署任高級視學官而調返教育司署工作，至1952年4月正式出任高級教育官。他在1954年4月至11月和1955年1月至9月兩度署任助理教育司（行政），至1955年9月正式獲得擢升。在助理教育司任內，他曾於1957年和1959年分別擔任聯合國教科文組織研討會和英聯邦教育會議的香港代表，另外也嘗任香港業餘體育協會主席。
在1959年12月，唐露曉接替榮休的毛勤（Leonard Geoffrey Morgan）出任副教育司，不久以後於1960年8月返回英國展開長期休假，定於翌年3月返港。不過到1961年1月，港府即宣佈唐露曉將接替退休的高詩雅（D. J. S. Crozier）出任教育司。唐露曉返回香港後遂於1961年4月29日正式履任教育司一職，復於5月17日兼任立法局官守議員，其後又在同年6月獲邀出任私立英文學校聯會名譽會長。

### 香港教育司

#### 擴展教育規模
受二戰後中國大陸大量難民南逃湧入香港，再加上戰後嬰兒潮進一步推高適齡學童數目，學額不足成為了戰後香港政府首要處理的教育議題之一。事實上，早在1950年代，港府教育司署已根據《菲沙報告書》的建議大幅擴充小學學額，但由於港府未有相應大幅擴充中學學額，以致踏入1960年代，小學升中學之間的樽頸問題更形突出。以1960學年為例，全港小學在學人數為427,691人，但中學在學人數卻只有88,495人，數目遠低於前者。

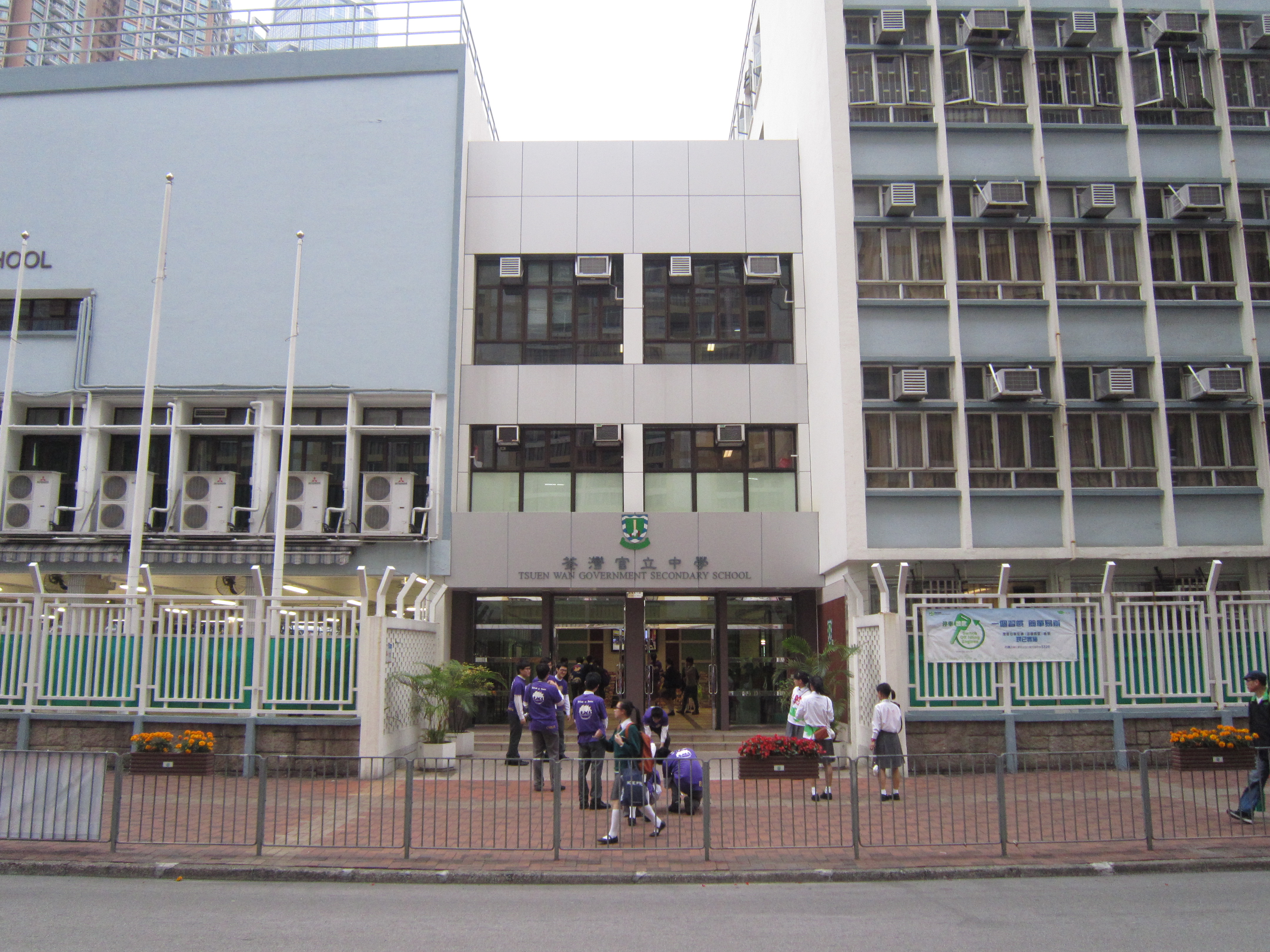
在1961年創校的荃灣官立中學是唐露曉在教育司任內落成的學校之一

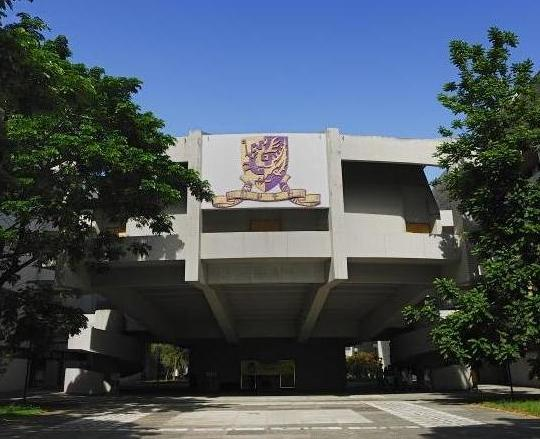
唐露曉以教育司身份參與籌辦在1963年創校的香港中文大學

有見及此，唐露曉任內積極擴充中小學教育，並把港府教育主要經費由1961年的1.22億港元提升至1964年的1.90億港元，其中香港各類學校數目由1961年的1,918間增加至1964年的2,227間，期內新設立的官立、資助、補助和私立中小學校共計有269間，例子包括有荃灣的荃灣官立中學和九龍城的何明華會督銀禧中學等。在同期內，全港各類學生數目更由658,618人增至854,279人，三年間增幅近20萬人；至於全港教師數目也在同期內由原本的21,152人上升至29,155人。針對中小學學額不足的問題，唐露曉任內小學在學人數由原來的484,536人增長至596,971人，而中學在學人數也由原來的106,477人顯著增長至177,680人，然而，由於適齡學童人數持續上升，再加上港府尚未推行免費教育，因此學額不足的問題仍然持續。
除了中小學教育外，唐露曉還特別關注香港的專上教育發展。他任內港府撥給香港大學的經費由1961年的826萬港元，逐年遞增至1964年的1,902萬港元。在1961年9月，唐露曉又把葛量洪師範專科學校分校獨立成校，並把新校命名為柏立基師範專科學校（即柏立基師範學院），柏立基師範作為香港第三家師範學院，獨立成校後成為香港另一培訓教師的主要院校，以應對中小學校數目的快速增長。
唐露曉也參與籌建了香港第二所大學，在1961年，港督柏立基爵士提出積極探討在香港開辦一所「中文大學」，並在同年6月設立大學籌備委員會作初步籌劃。該委員會由時任行政立法兩局非官守議員關祖堯（後為爵士）出任主席，而唐露曉也以教育司的身份獲委任為委員會委員。翌年，柏立基復邀請英國資深教育行政人員富爾敦（J. S. Fulton，後為勳爵）等人來港考察高等教育情況，結果得出建議，把三所香港的中文專上院校（即新亞書院、崇基書院和聯合書院）合併成為一所全新的中文大學。有關建議在1963年4月經《富爾敦報告書》發表後，港府再於同年6月成立臨時校董會，唐露曉與時任華民政務司麥道軻遂成為臨時校董會的官方代表，除了就籌備新校提供協助外，還在同年10月17日見證香港中文大學正式宣告成立。
唐露曉任內對成人教育和特殊教育的發展予以支持，他曾支持香港大學校外課程部借用官立學校校舍開辦成人課程，並協助物色合適的兼職講師，以配合港府在成人教育方面的政策。在特殊教育方面，在他任內的全港特殊學校學生數目，也由1961年的691人逐步增長至1,091人，使更多有特殊需要的兒童和青少年得到適當的教育。唐露曉還曾經多番出席海外教育會議，與各地教育當局維持聯繫和交流，這些訪問包括在1962年1月出席在印度新德里舉行的英聯邦教育會議、以及在同年10月出席在新加坡舉行的英聯邦教育顧問周年會議等。
此外，為了有系統地整合各類學校課程，唐露曉推出了不少針對中小學的教育改革，影響較大的包括在1961年7月宣佈中文中學由原來的六年制課程縮短為五年制課程，使之與英文中學的學制看齊。因應有關改動，原本供英文中學學生應考的香港中學畢業會考也在同年更名為香港英文中學畢業會考（HKESCE），並在1962年起實施，而中文中學學生則可繼續應考原有的香港中文中學高中畢業會考（HKCSCE）。唐露曉更改中文中學學制，直接導致在1965年出現新制和舊制學生同時完成中學課程的情況；新的學制也促使教育司署在1965年進一步把原來的香港中文中學高中畢業會考重整為香港中文中學畢業會考（同樣簡稱HKCSCE），與香港英文中學畢業會考並行。

#### 實用中學計劃
不過，並非每一項由唐露曉推出的教育改革都受到歡迎，部份改革就引起不少反響而招致失敗。其中，設立實用中學（Modern school）一事就引起了輿論不少批評。實用中學早在他未出任教育司前的1960年已開始推行，這類中學以英國國會在1944年透過制定《教育法令》而設立的現代中學（Secondary modern school）為藍本，目的在於在傳統文法中學以外給學生多一個選擇。有別於以教授學術科目為重心的文法中學，實用中學提供更實用和貼近社會需要的課程，從而讓學生投身社會前做好準備和得到所需的技能，使學生能夠適應香港戰後工業化的社會。唐露曉相當支持有關構想，並在任內開設不少實用中學，例子計有在1961年正式遷入新校舍的福華街實用中學、以及在同年正式開幕的賽馬會實用中學（即賽馬會官立中學前身）和荃灣官立實用中學（即荃灣官立工業中學前身）等，在1963年的時候，全港就讀於實用中學的學生人數多達3,918人。

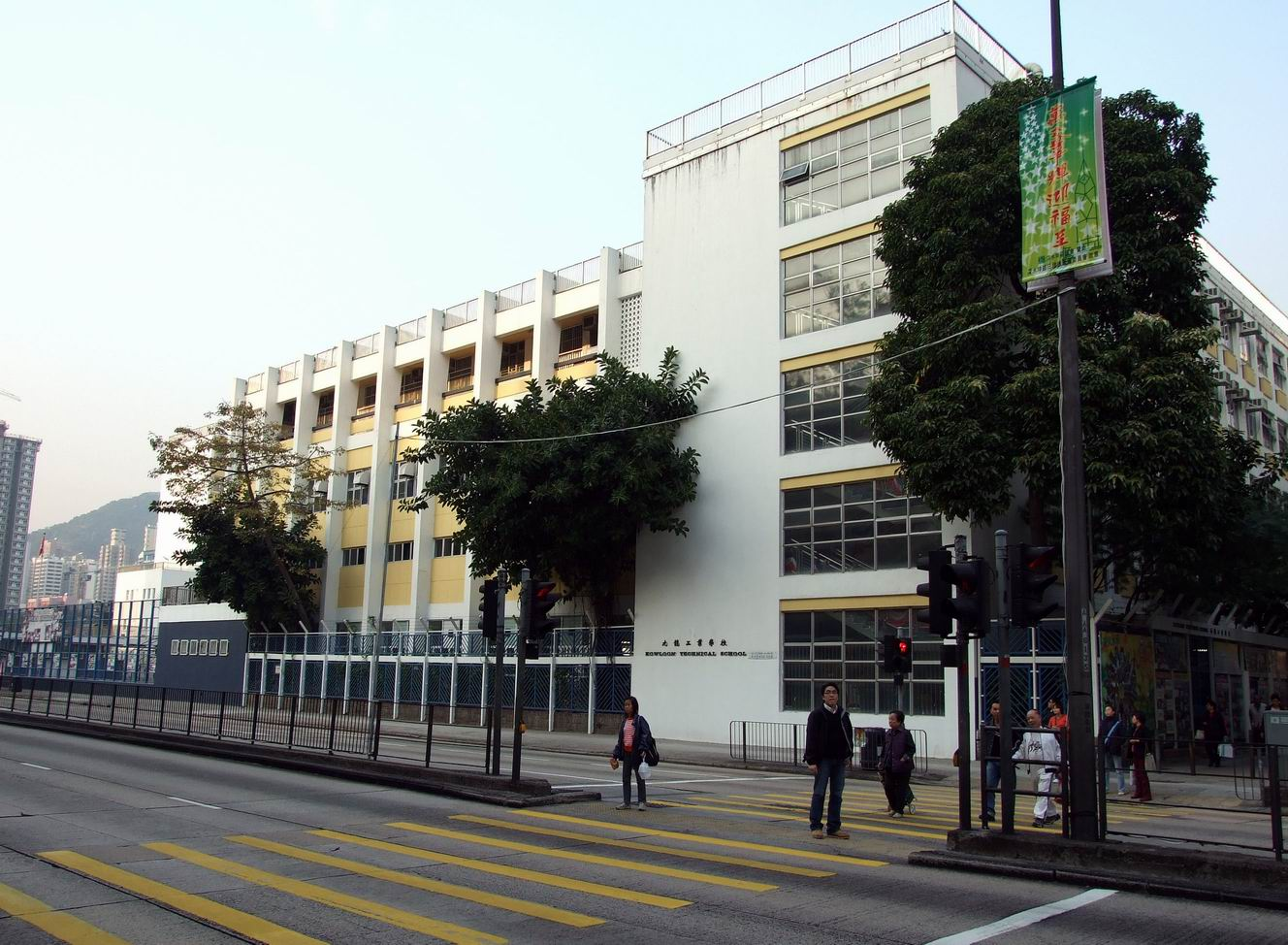
福華街實用中學在1964年併入屬工業中學的九龍工業學校（圖）

然而，一如英國的現代中學，實用中學獲得的經費較傳統文法中學少，課程又以未能適應主流文法中學的中學生為主要對象，因此實用中學從一開始就得不到社會的普遍認同。再加上這類學校的中文名稱強調「實用」，不少家長遂認為這些學校偏離主流學校著重學術學科的原則，於是就把實用中學標籤為比傳統中學次一等的學校。立法局非官守議員馮秉芬（後為爵士）也曾在局內會議中指出工業中學比起實用中學更符合社會的需要，而且還抨擊實用中學培育出「高不成、低不就」（"...being neither here nor there"）的學生，不受華人社會的歡迎。
結果唐露曉在1964年初卸任返英後不久，實用中學計劃就在多方反響下叫停。部份實用中學就像賽馬會實用中學和荃灣官立實用中學一樣，被重組為工業學校，而另一些實用中學則與其他學校合併，其中，福華街實用中學就被合併入九龍工業學校。雖然實用中學的構想無疾而終，但一些在同時期設立的工業學校（如九龍工業學校）卻得以繼續保留，並且在後來發展成為傳統主流文法中學以外，另一種主要的中學類別。

#### 「唐露曉計劃」
唐露曉引起的另一項教育改革爭議，要算他在1962年推出的「中小學教育重整計劃」（Reorganization of Primary and Secondary Education），整個計劃由唐露曉提出，因此被外界別名為「唐露曉計劃」（"Donohue Scheme"）。計劃主要有三個重點，第一，由1963年9月新學年開始，官立和補助小學入學年齡由原來的6歲推遲至7歲；第二，同時間，這些小學學制由原來的六年制課程重整為五年制課程；第三，在日後引入一年制的特別中學課程，讓未能升讀五年制主流中學的小學畢業生提供出路，一年制的特別中學課程在適當的時候會再延長為兩年制的特別課程。
根據唐露曉的方案，兒童在7歲入讀五年制小學，然後再接受兩年制特別中學課程，最快要到14歲才會從中學畢業，當時香港勞工法例下界定的最低合法工作年齡正好也是14歲，這意味新的中小學學制能夠與勞工法例接軌。唐露曉希望計劃能夠作為擴充中小學規模的其中一個手段，讓更多的青少年和兒童接受適當的教育，並且改善當時青少年過早失學而造成的非法童工問題。
可是，「唐露曉計劃」從一開始就遇到很大阻力，計劃在1962年公佈時，補助學校議會已經有所保留。雖然普遍家長和辦學團體在初時對計劃的構想予以肯定，但那些支持很快就變成為質疑和反對。當中，社會上不少意見對於兒童推遲一年入學感到擔憂，並擔心只有五年的小學課程會影響學童的學習成效。很多學校、家長和學生更對不同的入學年齡和不同的學制感到無所適從，認為新的學制比原來的混亂。立法局非官守議員馮秉芬也批評，小學原來的六年制課程已經相當緊迫，再將課程縮短一年會進一步影響學童學習，加上英國本身的學童從5歲起已經接受小學教育，香港的學童實不適宜再推遲一年到7歲才接受小學教育。
面對外間的反對，唐露曉強調依據教育專家的建議，兒童在5至6歲仍在經歷急劇的身心發展，因此不宜過早接受小學的正規教育，他又表示教育司署重整的五年制小學課程是全新的課程，課程經過全面重整，並不同於以往的六年制課程，從而確保新的學制不會影響學童學習。對於有意見指出英國學童由5歲起已經接受小學教育，他解釋英國主流小學在7歲以前均採取「玩學模式」（"Play-way method"）教學，之後才改為施行正規教育，所以兩地情況不可一概而論。儘管遭到不少反響，但計劃始終在唐露曉的堅持下於1963年9月新學年如期推行。
在1963年初，港府委任英國漢普郡郡教育官R·M·馬殊（R. M. Marsh）和郡司庫J·R·森遜（J. R. Sampson）組成馬殊及森遜委員會（Marsh-Sampson Commission），對香港教育展開全面檢討。委員會在1963年2月至4月來港考察，並在同年10月將報告書呈交港督柏立基爵士省覽。在1964年1月，港府公開報告書，並交付立法局討論，同月，港督宣佈設立教育報告書工作委員會，對《馬殊及森遜報告書》的建議作出深入研究和檢討。報告書工作委員會由唐露曉擔任主席，成員則包括本地紳商利銘澤、鄧律敦治和教育家馬儀英博士等人。惟唐露曉擔任工作委員會主席僅約一個月，就在1964年2月卸任退休，因此未有深入參與工作委員會的事務。工作委員會要到1965年1月才完成和提交報告書，未幾，港府復於1965年4月發表《教育政策白皮書》，對兩份報告書的建議作出總結。
《馬殊及森遜報告書》、《工作委員會報告書》和《教育政策白皮書》的一大重點，是對「唐露曉計劃」作出直接的批評。針對小學學制和入學年齡的問題，三份文件不約而同地提及新制度所造成的混亂，其中包括有學童遲至7歲又7個月才接受到小學教育，另外有家長為了讓子女在6歲接受小學教育，被迫安排子女入讀學費更高昂的私立小學。在特別中學課程方面，三份文件均指出特別中學課程不單止不受歡迎，而且報讀人數少，未能善用公帑，結論港府沒有必要為了讓小部份人接受特別中學教育，而一刀切提高小學入學年齡和縮短小學授業年期。
《馬殊及森遜報告書》和《工作委員會報告書》均支持港府廢除特別中學課程，但鑑於把小學入學年齡還原為6歲將涉及重大的制度改變，因此兩份報告書都沒有表達明確的立場。雖然如此，在各方茅頭直指「唐露曉計劃」的局面下，港府經考慮當時的實際情況後，仍舊在《教育政策白皮書》中決定全盤推翻該計劃，並推出補救措施。這些措施包括分階段把小學入學年齡重新降回6歲，並將小學學制由五年逐步還原為六年，此外又在1966年起廢除特別中一，以及取消原擬引入的特別中二。經過多年的紛擾，香港的中小學學制要到1968年，即唐露曉卸任後四年，才回復「唐露曉計劃」推出前的原貌。

### 晚年生涯
唐露曉在教育司任內曾傳出健康問題，在1962年10月，他對澳洲悉尼和坎培拉展開官式訪問時突然患上急病，入住悉尼一家醫院數星期後才能夠返港恢復工作。在1963年11月，消息傳出唐露曉因健康理由提早退休，而教育司一職將由肯雅教育部常務次官簡乃傑空降接替，意味唐露曉無法繼續親身落實重整中小學學制的計劃。只有52歲的唐露曉在1964年2月24日正式卸任教育司一職，翌日下午4時45分乘船返英，送行者包括時任輔政司戴斯德、工務司鄔勵德、羅理基、簡悅強伉儷和顏成坤等官紳二百餘人。
唐露曉返回英國後過著低調的退休生活，他在1976年11月25日病逝於曼島首府道格拉斯，終年66歲。他逝世的消息要到翌年2月才傳到香港。

## 個人生活
唐露曉已婚，在香港生活期間，他是蘇格蘭人社團聖安德烈學會（St. Andrew's Society）會員。

## 榮譽
- 官守太平紳士（J.P.）

## 注腳
1. 1 2 3 4 5 6 7 8 9  Luzzatto (1960), p. 83.
2. ↑  "Births Dec 1910: DONOHUE, Peter （页面存档备份，存于）", FreeBMD, retrieved on 27 February 2015.
3. 1 2  The Colonial Office List (1958), p. 310.
4. ↑  Calendar (1936), p. 561.
5. 1 2  The Colonial Office List (1951), p. 515.
6. 1 2 3 4 5 6  "Former Schools Chief Dies" (24 February 1977)
7. ↑  "Commonwealth Education Conference" (1959), 76W.
8. ↑  〈副教育司唐露曉昨乘輪經美返英〉（1960年8月28日）
9. ↑  〈唐露曉四月返港升任教育司〉（1961年1月24日）
10. ↑  〈教育司高詩雅昨晨榮休回英〉（1961年4月30日）
11. ↑  "Issue 42358", London Gazette, 19 May 1961, p. 2.
12. ↑  〈私立英文學校聯會歡宴唐露曉〉（1961年6月11日）
13. ↑  Fung and Chan (2010), p. 93.
14. ↑  Fung and Chan (2010), p. 65.
15. 1 2 3 4 5 6 7 8  Fung and Chan (2010), p. 96.
16. 1 2 3 4 5 6  Hong Kong 1961 (1962), pp. 426-427.
17. ↑  〈教育司唐露曉在年會宣稱，小學教育擴展後，師資及增辦中學為當前重要問題〉（1961年10月18日）
18. 1 2 3 4 5  Hong Kong 1964 (1965), pp. 310 & 313.
19. ↑  〈教育司唐露曉宣佈第三師範專科學校命名為柏立基師校〉（1961年10月28日）
20. 1 2  吳倫霓霞（1993年），頁211。
21. ↑  吳倫霓霞（1993年），頁22至23。
22. ↑  吳倫霓霞（1993年），頁23至24。
23. 1 2  Chiu and Cunich (2008), p.65.
24. ↑  Rowe (1966). p. ix.
25. ↑  〈羅宗淦赴印出席英聯邦教育會議，唐露曉定後天離港參加〉（1962年1月8日）
26. 1 2  〈教育司唐露曉昨由澳洲返港〉（1962年11月2日）
27. ↑  姚素珍（2012年），頁280至281。
28. ↑  〈中文中學改五年制課程核定，教育司唐露曉宣佈新制第一次會考一九六五年舉行〉（1961年7月9日）
29. 1 2  〈考試成績註釋〉（2010年）
30. 1 2 3 4 5 6 7  Sweeting (2004), p. 155.
31. 1 2 3  Sweeting (2004), p. 174.
32. 1 2 3 4 5 6 7 8 9 10  Sweeting (2004), p. 156.
33. 1 2 3  OFFICIAL REPORT OF PROCEEDINGS (1963). pp. 114-115.
34. 1 2  Sweeting (2004), p. 148.
35. 1 2  White Paper on Education Policy (1965). p. iii of Appendix 2.
36. 1 2  White Paper on Education Policy (1965). pp. iii-iv of Appendix 2.
37. ↑  White Paper on Education Policy (1965). p. i.
38. 1 2  White Paper on Education Policy (1965). p. 3.
39. ↑  White Paper on Education Policy (1965). p. 4.
40. ↑  Sweeting (2004), p. 317.
41. ↑  Sweeting (2004), p. 328.
42. ↑  Sweeting (2004), p. 253.
43. ↑  〈教育司唐露曉在澳洲已康復〉（1962年10月21日）
44. 1 2  〈唐露曉明年退休〉（1963年11月16日）
45. ↑  〈卸任教育司離港返英〉（1964年2月26日）
46. 1 2  〈前任教育司唐露曉逝世〉（1977年2月24日）

### 英文資料
- Calendar. Great Britain: University of London, 1936.
- The Colonial Office List. Great Britain: H.M.S.O., 1951.
- The Colonial Office List. Great Britain: H.M.S.O., 1958.
- "Commonwealth Education Conference（页面存档备份，存于）", House of Commons Debates Vol 613 cc75-7W. UK: House of Commons, 13 November 1959.
- Edited by Luzzatto, Rola, Hong Kong Who's Who: An Almanac of Personalities and Their History, 1958- 1950. Hong Kong: Ye Olde Printers, 1960.
- Hong Kong 1961, Hong Kong: Hong Kong Government Press, 1962.
- OFFICIAL REPORT OF PROCEEDINGS（页面存档备份，存于）. Hong Kong: Hong Kong Legislative Council, 29 March 1963.
- Hong Kong 1964, Hong Kong: Hong Kong Government Press, 1965.
- White Paper on Education Policy（页面存档备份，存于）. Hong Kong: S. Young, Government at the Government Press, April 1965.
- Rowe, Elizabeth, Failure in School: Aspects of the Problem in Hong Kong. Hong Kong: Hong Kong U. P., 1966.
- "Former Schools Chief Dies", South China Morning Post, 24 February 1977, p. 10.
- Sweeting, Anthony, Education In Hong Kong, 1941 to 2001: Visions and Revisions（页面存档备份，存于）. Hong Kong: Hong Kong University Press, 2004.
- Chiu, Lawrence M. W. and Cunich, Peter, HKU SPACE and Its Alumni: The First Fifty Years（页面存档备份，存于）. Hong Kong: Hong Kong University Press, 2008.
- Fung, Yee-wang and Chan-Yeung, Moria Mo-wah, To Serve and to Lead: A History of the Diocesan Boys' School, Hong Kong（页面存档备份，存于）. Hong Kong: Hong Kong University Press, 2010.

### 中文資料
- 〈副教育司唐露曉昨乘輪經美返英〉，《工商日報》第七頁，1960年8月28日。
- 〈唐露曉四月返港升任教育司〉，《工商日報》第五頁，1961年1月24日。
- 〈教育司高詩雅昨晨榮休回英〉，《工商日報》第七頁，1961年4月30日。
- 〈私立英文學校聯會歡宴唐露曉〉，《工商日報》第七頁，1961年6月11日。
- 〈中文中學改五年制課程核定，教育司唐露曉宣佈新制第一次會考一九六五年舉行〉，《工商日報》第七頁，1961年7月9日。
- 〈教育司唐露曉在年會宣稱，小學教育擴展後，師資及增辦中學為當前重要問題〉，《工商日報》第七頁，1961年10月18日。
- 〈教育司唐露曉宣佈第三師範專科學校命名為柏立基師校〉，《工商日報》第七頁，1961年10月28日。
- 〈羅宗淦赴印出席英聯邦教育會議，唐露曉定後天離港參加〉，《工商日報》第七頁，1962年1月8日。
- 〈教育司唐露曉在澳洲已康復〉，《工商日報》第五頁，1962年10月21日。
- 〈教育司唐露曉昨由澳洲返港〉，《工商日報》第五頁，1962年11月2日。
- 〈唐露曉明年退休〉，《工商日報》第六頁，1963年11月16日。
- 〈卸任教育司離港返英〉，《工商日報》第五頁，1964年2月26日。
- 〈前任教育司唐露曉逝世〉，《工商日報》第七頁，1977年2月24日。
- 吳倫霓霞編，《邁進中的大學：香港中文大學三十年（页面存档备份，存于）》。香港：中文大學出版社，1993年。
- 〈考試成績註釋〉。香港：香港考試及評核局，2010年1月。
- 姚素珍，〈香港中國語文教育的發展〉，《通經致用：第二屆中華經學國際學術研討會論文集》。台灣：高雄師範大學經學研究所，2012年。

## 外部連結
- 1965年教育政策白皮書，香港政府（英文）

| 政府职务      | 政府职务                        | 政府职务      |
| ------------- | ------------------------------- | ------------- |
| 前任： 毛勤   | 副教育司 1959年12月 - 1961年4月 | 繼任： 顏季諾 |
| 前任： 高詩雅 | 教育司 1961年4月 - 1964年2月    | 繼任： 簡乃傑 |